# IC 107
IC 107 (також позначається як IC 1700) — галактика типу E (еліптична галактика) у сузір'ї Риби.
Цей об'єкт міститься в оригінальній редакції індексного каталогу.